# 瓦伊利亞希爾卡山
10°31′59″S 76°51′25″W / 10.53306°S 76.85694°W
瓦伊利亞希爾卡山（Huayllajirca），是秘魯的山峰，位於該國中南部利馬大區，由卡哈坦博區和奧永區負責管轄，屬於安地斯山脈的一部分，海拔高度5,000米。